# John P. O'Brien
John Patrick O'Brien, född 1 februari 1873 i Worcester i Massachusetts, död 22 september 1951 i New York, var en amerikansk politiker (demokrat). Han var New Yorks borgmästare 1933.
O'Brien var son till invandrare från Irland. New Yorks borgmästare Jimmy Walker avgick 1932 och O'Brien vann det extraordinarie valet för att avsluta Walkers mandatperiod med stöd av Tammany Hall. Han besegrade Republikanska partiets kandidat Lewis H. Pounds och den tillförordnade borgmästaren Joseph V. McKee som kandiderade som tillskriven kandidat som oberoende.
O'Brien var borgmästare i enbart ett år eftersom Fiorello La Guardia vann det ordinarie borgmästarvalet trots att stadens ekonomi var på väg mot det bättre under O'Briens enda år som borgmästare. Även om O'Brien återigen stöddes av den mäktiga organisationen Tammany Hall, slutade han på tredje plats i borgmästarvalet 1933 efter republikanen La Guardia samt Joseph V. McKee som kandiderade på nytt och hann få sitt namn med på valsedeln.